# Lehká atletika

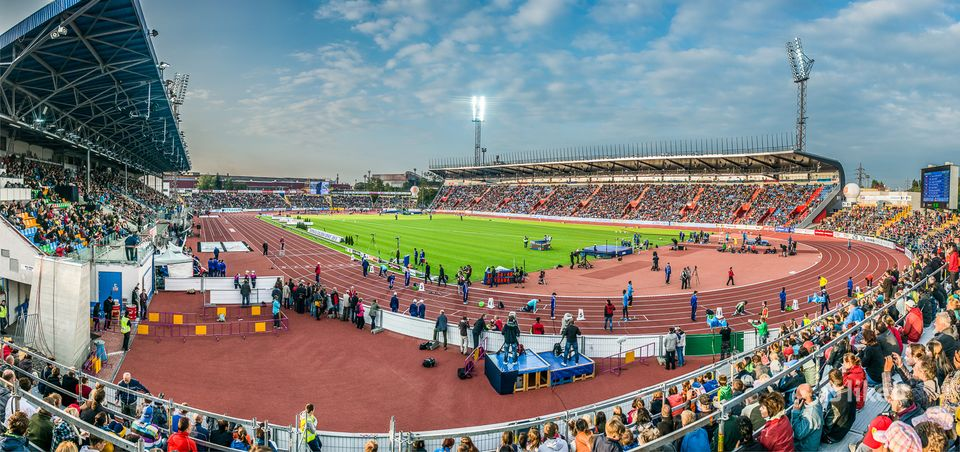
Závody Zlaté tretry v Ostravě

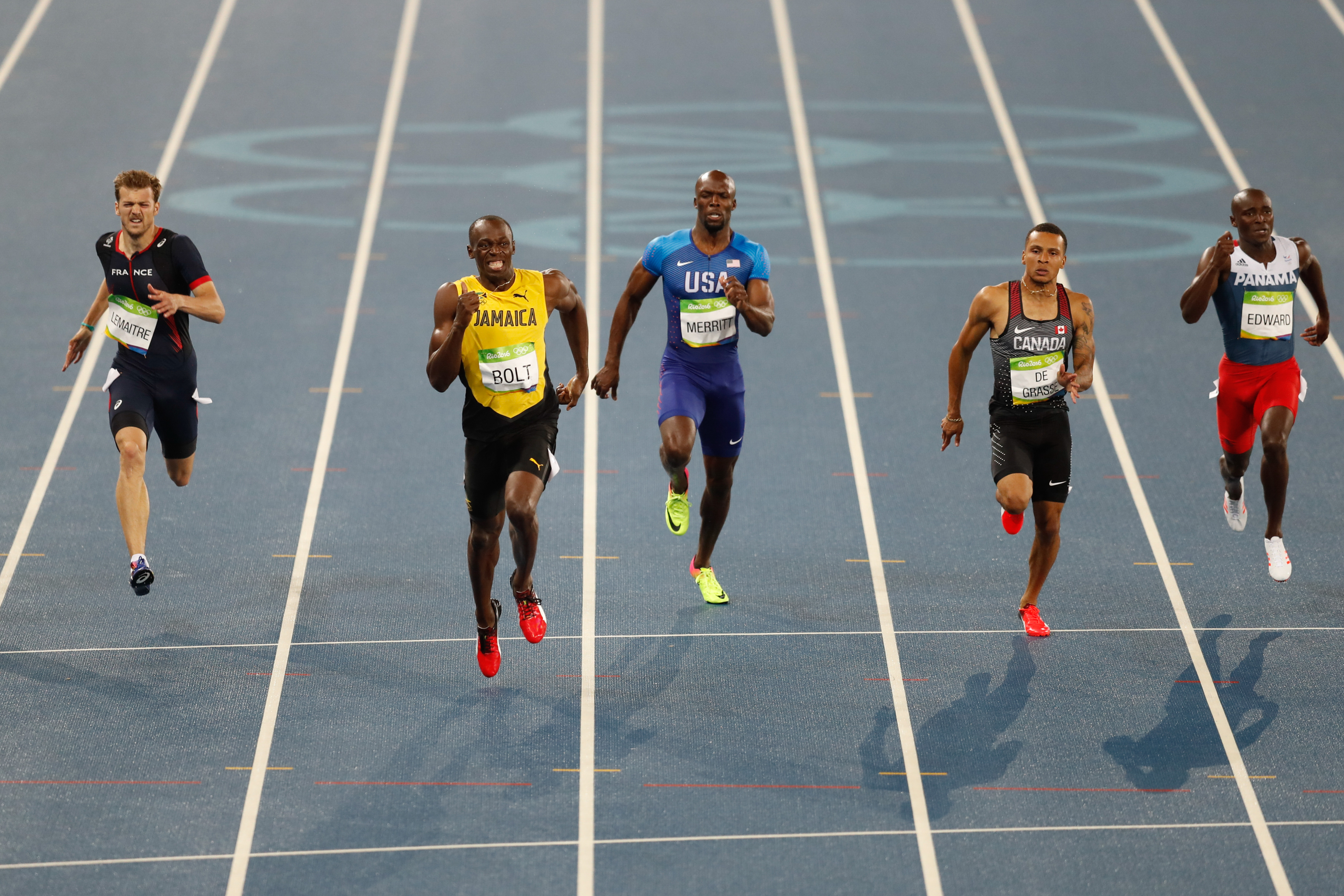
Běžecký závod

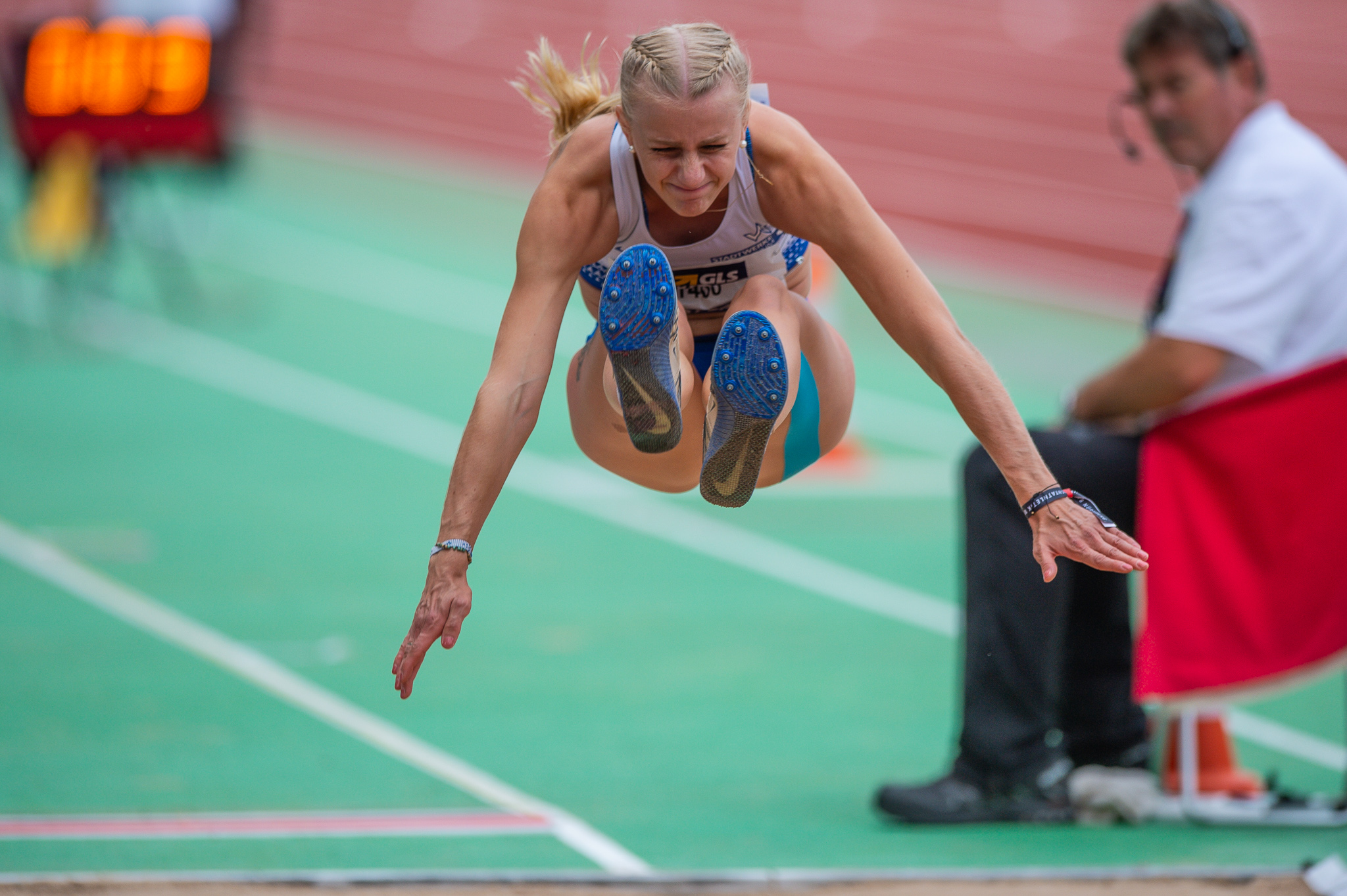
Skok do dálky

Lehká atletika je jeden z nejstarších sportů. Často je nazývána „královna všech sportů“. Jde o různé sportovní disciplíny, které jsou založeny na lidském pohybu, tedy na chůzi, běhu, vrhu, hodu nebo skoku. Na rozdíl od úpolových sportů závodník v lehkoatletické disciplíně nemá za úkol porazit konkrétního soupeře, ale ze všech účastníků závodu vítězí ten, který docílí nejlepší naměřený výsledek (získá nejmenší naměřený čas, provede nejdelší hod nebo dosáhne nejvyššího skoku apod.). Původně byly organizovány soutěže v atletice i se zápasem, vzpíráním a tzv. silovým trojbojem. Později se tyto disciplíny oddělily, čímž vznikla tzv. těžká atletika, kterýžto pojem se ale již moc nepoužívá, obzvláště proto, že zápas a vzpírání se počaly organizovat odděleně a silový souboj (dřep, mrtvý tah, bench-press) v podstatě zanikl. Nicméně po oddělení těchto sportů se k odlišení zavedl pojem lehká atletika. S postupným odumíráním pojmu těžká atletika se lehké atletice začalo povětšinou znovu říkat jen atletika. Nicméně v různých státech se vzhledem k této komplikované historii terminologie často liší. Například ve Spojených státech se pojem athletics udržel ve významu sportu obecně a pro lehkou atletiku se užívá spíše pojmu track and field (nikoli ovšem v Británii).
Jde převážně o individuální sport, s výjimkou štafetových závodů. Bývá zvykem všechny lehkoatletické disciplíny konat společně v jeden čas na jednom místě, obvykle na atletickém stadionu, s výjimkou maratonského běhu a závodů v chůzi, které na stadionu většinou jen začínají a končí. Někdy se konají ovšem i speciální samostatné závody jednotlivých disciplín, nejčastěji v maratonu. Jako ve většině jiných sportů se konají odděleně závody žen a mužů. To nicméně činí jisté potíže od doby, kdy se objevila možnost změny pohlaví, a kdy byl vůbec zpochybněn koncept pohlaví. Jen obtížně se hledá nová definice pohlaví například za pomoci hladiny testosteronu. K dalším velkým problémům atletiky patří doping (viz např. Dopingový skandál ruské atletiky).
Historie lehké atletiky je spojována s historií antických olympijských her ve starém Řecku, které se konaly od roku 776 př. n. l. V novověku se lehká atletika objevila nejdříve v Anglii, odkud se rychle šířila do celého světa. Pravidla a formát moderních atletických soutěží byly definovány v západní Evropě a Severní Americe v 19. a na počátku 20. století, často v součinnosti s obnovením olympijských her v roce 1896, a poté se rozšířily do dalších částí světa. Lehká atletika se stala po druhé světové válce jedním z nejpopulárnějších a nejsledovanějších sportů.
Většina moderních soutěží nejvyšší úrovně se koná pod záštitou Mezinárodní asociace atletických federací (založena 1912), nebo jejích členů, ať už kontinentálních nebo národních. Za Česko je členem federace Český atletický svaz, jehož kořeny sahají do roku 1897, kdy byla založena Česká amatérská atletická unie. Nejsledovanějším atletickým závodem je atletický program olympijských her, který je součástí her od jejich počátku v roce 1896. Druhou nejvýznamnější událostí je mistrovství světa v atletice (založeno 1983), prestiž mají i kontinentální mistrovství, například mistrovství Evropy v atletice, pořádané Evropskou atletickou asociací, které se prvně konalo roku 1934. Jistou prestiž si od 90. let vydobyl seriál Zlaté ligy, na niž posléze navázala Diamantová liga. 
V 60. letech začalo být oblíbené pořádat atletické závody v hale namísto tradičního otevřeného stadionu. Výhodou bylo, že se šlo vyhnout rozmarům počasí, nevýhodou, že některé disciplíny bylo nutno z programu vyloučit úplně (oštěp, kladivo, disk, maraton), jiné bylo nutno omezit (sedmiboj místo desetiboje, 60 metrový závod místo stometrového apod.). Po jistých diskusích se nakonec atletická federace rozhodla halovou atletiku podpořit a od roku 1987 se koná halové mistrovství světa v atletice (mistrovství Evropy již od roku 1970, první neoficiální šampionát, tzv. Evropské halové hry se konal již roku 1966). Nestalo se obvyklým, že by se někteří atleti specializovali jen na závody v hale, nicméně se stává, že někteří atleti jsou v hale mnohem úspěšnější než na venkovních soutěžích (například český atlet Pavel Maslák je trojnásobným halovým mistrem světa, z venkovního světového šampionátu ale žádnou medaili nemá).

## Česká atletika

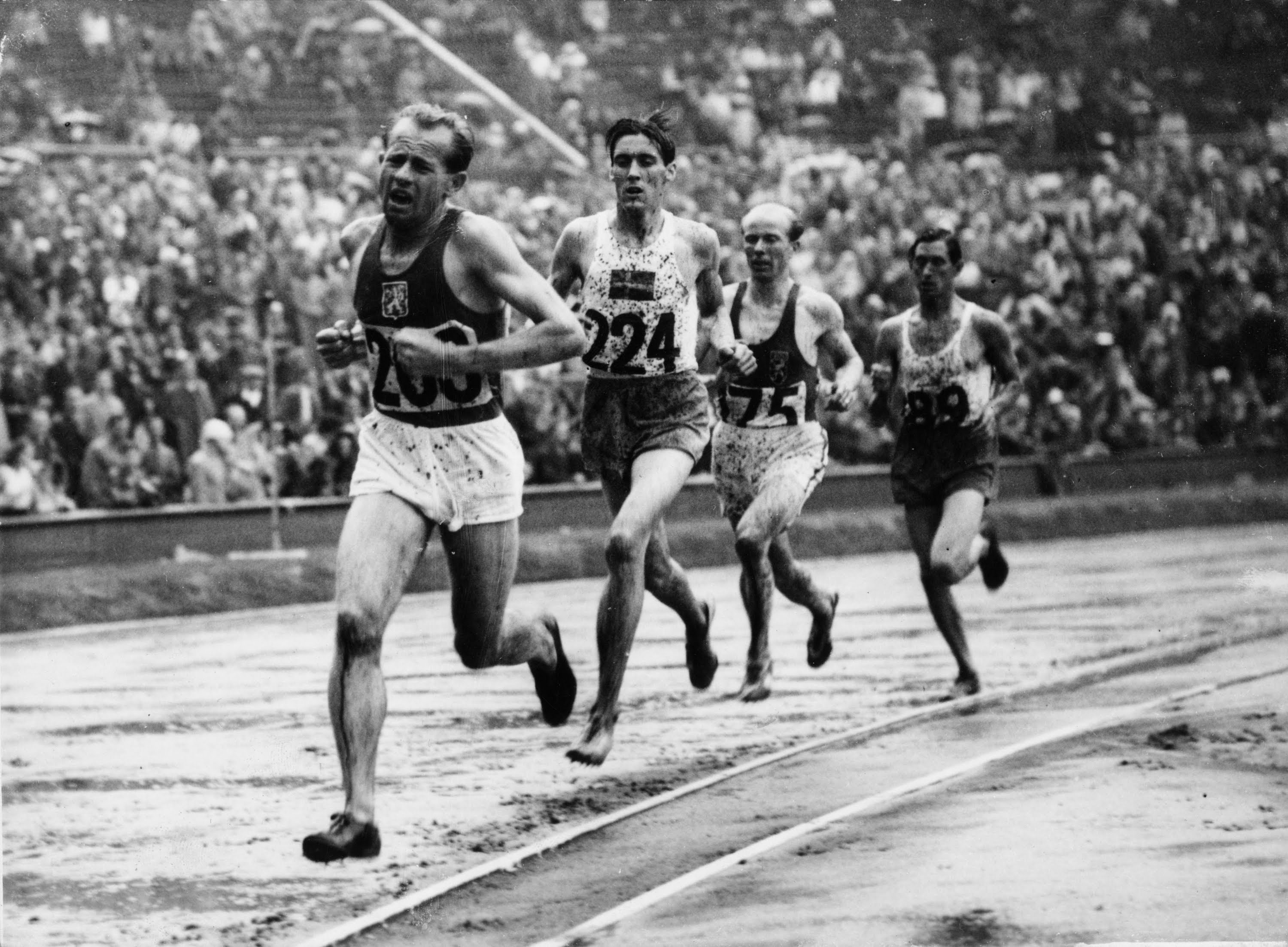
Emil Zátopek

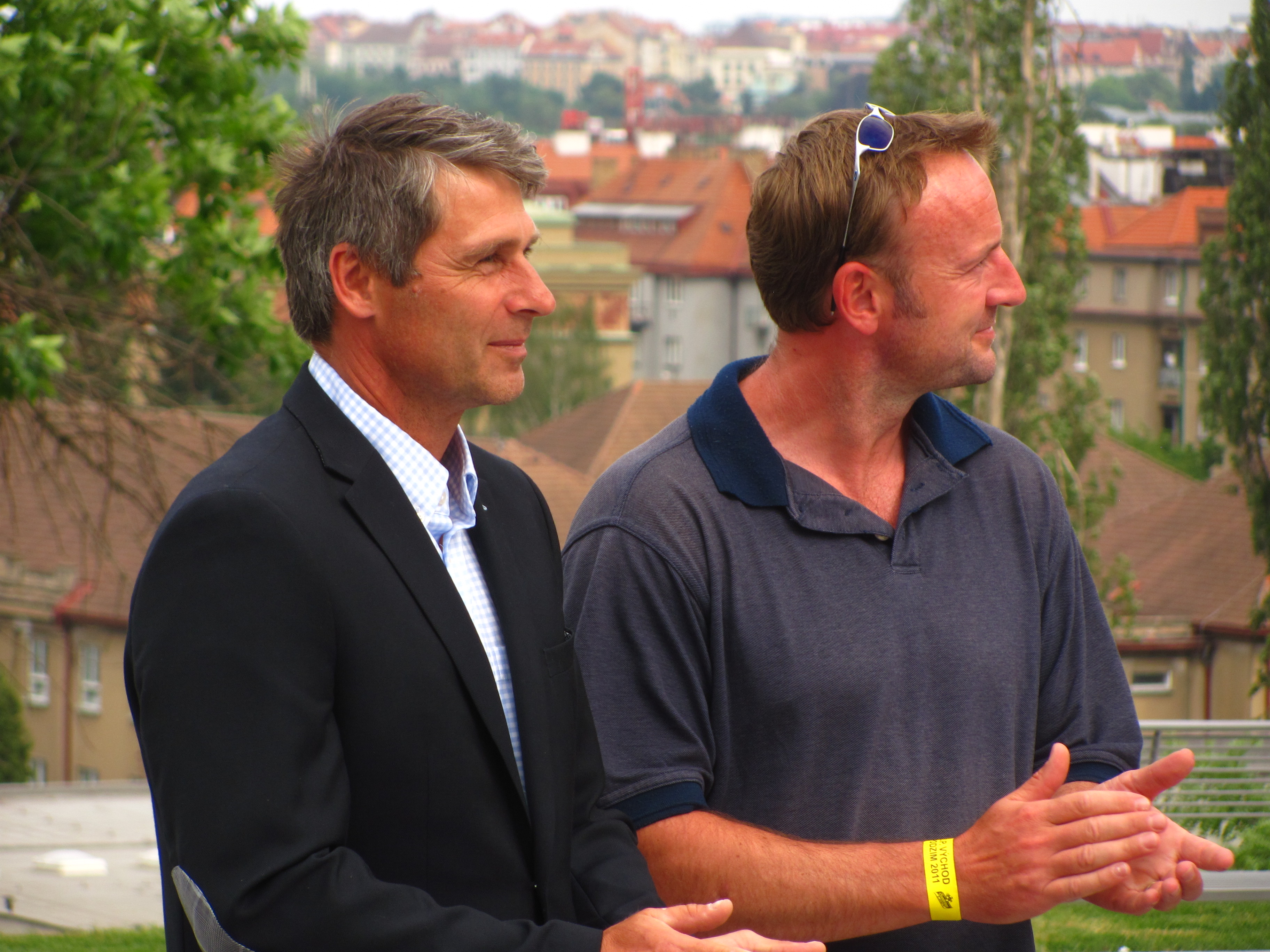
Jan Železný a Tomáš Dvořák

Již v roce 1900 se František Janda-Suk zúčastnil 2. olympijských her v Paříži, kde získal stříbrnou medaili v hodu diskem. Prvním Čechem, který získal atletické olympijské zlato, se v roce 1948 stal běžec Emil Zátopek, v závodě na 10 000 metrů. Ten se nakonec stal nejúspěšnějším českým atletem všech dob, když ještě v Londýně roku 1948 bral stříbro na pěti kilometrech a na další olympiádě v Helsinkách roku 1952 přidal do sbírky ještě tři zlaté medaile. Jeho bilanci se přiblížil jen oštěpař Jan Železný, který třikrát oštěpařský olympijský závod vyhrál a jednou skončil druhý. Dvě zlaté a bronz vybojovala oštěpařka Barbora Špotáková. Česká oštěpařská tradice je vůbec mimořádná, již v roce 1952 v hodu oštěpem olympijský závod vyhrála Dana Zátopková. Vrhačské disciplíny obecně Čechům svědčily, olympijské zlato získali též Olga Fikotová a Ludvík Daněk v hodu diskem. Miloslava Rezková to dokázala ve skoku do výšky. V 90. letech 20. století se českou královskou disciplínou stal desetiboj. Na vrchol stupňů vítězů se na OH postavili Robert Změlík a Roman Šebrle. 
Čeští atleti získali též řadu titulů mistrů světa, krom výše uvedených to byli běžkyně Jarmila Kratochvílová, koulařka Helena Fibingerová, oštěpař Vítězslav Veselý, trojskokanka Šárka Kašpárková, běžci Ludmila Formanová a Zuzana Hejnová a desetibojař Tomáš Dvořák. Titul mistra Evropy pak ještě mají tyčkařka Jiřina Ptáčníková, běžci Jaroslava Jehličková a Pavel Maslák, překážkář Jindřich Roudný, koulař Jiří Skobla a chodec Josef Doležal. Běžkyně Jarmila Kratochvílová již od roku 1983 drží světový rekord v běhu na 800 metrů, jde o nejdéle platný světový rekord v historii ženské atletiky. Aktuálními držiteli světového rekordu (k roku 2021) jsou stále také Jan Železný (od 1996) a Barbora Špotáková (od 2008).
Nejvýznamnějšími atletickými soutěžemi v Česku jsou Zlatá tretra v Ostravě a mistrovství republiky v atletice, v minulosti to byl též memoriál Evžena Rošického. Ze samostatných závodů jednotlivých disciplín je to Pražský maraton nebo Pražská tyčka. Jednou se v Česku konalo mistrovství Evropy, v roce 1978 v Praze na Stadionu Evžena Rošického. Roku 2015 se v pražské O2 areně konalo halové mistrovství Evropy.

## Disciplíny
- chůze
- běh
  - běh na krátké vzdálenosti
  - běh na střední tratě
  - běh na dlouhé tratě
  - štafetový běh
  - překážkový běh
- skok
  - skok do dálky
  - skok do výšky
  - skok o tyči
  - trojskok
- hod
  - hod oštěpem
  - hod kladivem
  - hod diskem
  - vrh koulí
- víceboje